# 通圣会
通圣会（National Holiness Mission，NHM）是美国的一个跨宗派传教差会，强调训练本色教士传播福音，成立于1910年，总部美国印第安纳州。
1910年，通圣会开始在华传教，先后建立南馆陶（1911）和东昌府（聊城，1914）两个传教站。1916年，通圣会在山东有两总堂：南馆陶、聊城及桑阿镇，西教士19人。1919年，西教士13人，受餐信徒190人。1935年，通圣会在华有5总堂：山东馆陶、阳谷、聊城、天津，西教士22人，受餐信徒1211人，开办馆陶教会施医院、天津圣经神学院（今河西区社会主义学院所在地，校内设有中街教会）。会督驻天津特一区（原天津德租界）吉林路。
补充：在东昌府期间的外籍宣教士有：任尚德、穆承恩牧师、丁教士等，此外南馆陶外籍宣教士还有陶牧师；丁教士可能进了潍县集中营，但1947年再次回到天津，并在河西区丁家桥置地建孤儿院，住河西区宁波道（天津老人回忆）；穆承恩女儿后来又回到聊城办学，后在聊城终老。